# Srŏk Kroch Chhmar
Srŏk Kroch Chhmar är ett distrikt i Kambodja. Det ligger i provinsen Tboung Khmum, i den centrala delen av landet, 110 km nordost om huvudstaden Phnom Penh. Antalet invånare är 100 000.